# Cheilolejeunea macroloba
Cheilolejeunea macroloba là một loài Rêu trong họ Lejeuneaceae. Loài này được (Herzog) Grolle mô tả khoa học đầu tiên năm 1982.